# Bryum wrightii
Bryum wrightii là một loài Rêu trong họ Bryaceae. Loài này được Sull. mô tả khoa học đầu tiên năm 1859.